# لویی ژ. گانیه

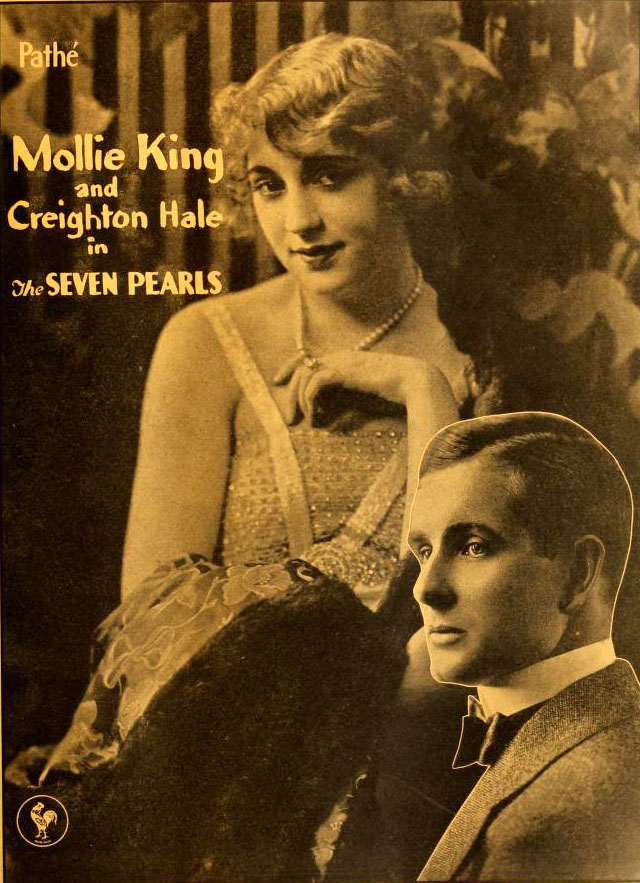
تصویری از گذشته لویی ژ

لویی ژ. گانیه (فرانسوی: Louis J. Gasnier‎؛ ‏ ۱۵ سپتامبر ۱۸۷۵ – ۱۵ فوریهٔ ۱۹۶۳) کارگردان فیلم اهل فرانسه و ایالات متحده آمریکا بود. وی بین سال‌های ۱۸۹۹ تا ۱۹۵۸ میلادی فعالیت می‌کرد.
از فیلم‌ها یا برنامه‌های تلویزیونی که وی در آن نقش داشته‌است، می‌توان به جهنم برای قهرمانان است، افتخار دیگر ارزشی ندارد، اسکادرال لافایت، مرد سفید، شراب، انگل، آیا لازم است مردان بلندقد ازدواج کنند؟ و آقای پارکس مرموز اشاره کرد.